# Canal de la Rama
La Canal de la Rama és una canal del terme municipal de Conca de Dalt, a l'antic terme d'Hortoneda de la Conca, al Pallars Jussà, en territori que havia estat de l'antic poble de Senyús. Està situat a la dreta del torrent de Perauba, al sud-est del Forcat de les Llaus, al nord dels Rocs de la Torre,